# Hammarby Idrottsförening Fotboll 2019
Questa voce raccoglie le informazioni riguardanti l'Hammarby Idrottsförening, meglio conosciuto come Hammarby IF o semplicemente Hammarby, nelle competizioni ufficiali della stagione 2019.

## Maglie e sponsor
Prima dell'inizio di questa stagione, scaduto il contratto con Puma, la società ha deciso di passare al produttore svedese Craft. Non è cambiato invece il main sponsor, che è rimasto Jobman.

La prima maglia presenta le classiche strisce verticali biancoverdi, la seconda divisa è giallonera come i colori che il club aveva usato tra 1918 e il 1977, mentre è stata rilasciata anche una terza divisa di colore verde scuro.
| Casa | Trasferta |  |

## Rosa
| N. |                           | Ruolo | Calciatore                    |
| -- | ------------------------- | ----- | ----------------------------- |
| 1  | Svezia (bandiera)         | P     | Johan Wiland                  |
| 2  | Svezia (bandiera)         | D     | Simon Sandberg                |
| 3  | Svezia (bandiera)         | D     | Dennis Widgren                |
| 4  | Costa d'Avorio (bandiera) | D     | Odilon Kossounou              |
| 4  | Svezia (bandiera)         | D     | Richard Magyar                |
| 5  | Svezia (bandiera)         | D     | David Fällman (vice capitano) |
| 6  | Svezia (bandiera)         | C     | Darijan Bojanić               |
| 7  | Svezia (bandiera)         | C     | Imad Khalili                  |
| 8  | Danimarca (bandiera)      | C     | Jeppe Andersen (capitano)     |
| 11 | Montenegro (bandiera)     | C     | Vladimir Rodić                |
| 13 | Danimarca (bandiera)      | D     | Mads Fenger                   |
| 14 | Svezia (bandiera)         | C     | Tim Söderström                |

| N. |                        | Ruolo | Calciatore                      |
| -- | ---------------------- | ----- | ------------------------------- |
| 16 | Svezia (bandiera)      | C     | Leo Bengtsson                   |
| 17 | Islanda (bandiera)     | A     | Viðar Örn Kjartansson           |
| 19 | Gabon (bandiera)       | C     | Serge-Junior Martinsson Ngouali |
| 20 | Svezia (bandiera)      | C     | Alexander Kačaniklić            |
| 22 | Svezia (bandiera)      | A     | Muamer Tanković                 |
| 23 | Svezia (bandiera)      | D     | Marcus Degerlund                |
| 23 | Stati Uniti (bandiera) | A     | Aron Jóhannsson                 |
| 25 | Svezia (bandiera)      | P     | Davor Blažević                  |
| 27 | Italia (bandiera)      | P     | Gianluca Curci                  |
| 28 | Brasile (bandiera)     | D     | Jean                            |
| 40 | Serbia (bandiera)      | A     | Nikola Đurđić                   |
| 77 | Norvegia (bandiera)    | D     | Mats Solheim                    |

## Risultati

### Allsvenskan

#### Girone di andata
| Arbitro: | Andreas Ekberg |

|           |           |              |
| Holst 42’ | Marcatori | 17’ Tanković |

| Arbitro: | Mohammed Al-Hakim |

|            |           |             |
| Đurđić 67’ | Marcatori | 32’ Fröling |

| Arbitro: | Bojan Pandžić |

|                                |           |                 |
| Abubakari 14’ Curci 81’ (aut.) | Marcatori | 19’ Kjartansson |

| Arbitro: | Martin Strömbergsson |

|                                         |           |           |
| Khalili 18’ Kjartansson 31’ Khalili 63’ | Marcatori | 82’ Bobko |

| Arbitro: | Kristoffer Karlsson |

|                                                      |           |              |
| Traustason 52’ Antonsson 60’ Rieks 70’ Rosenberg 82’ | Marcatori | 12’ Tanković |

| Arbitro: | Andreas Ekberg |

|                            |           |                |
| Đurđić 19’ Kjartansson 38’ | Marcatori | 29’ Buya Turay |

| Arbitro: | Victor Wolf |

|                         |           |                                    |
| Prodell 81’ Rogić 90+2’ | Marcatori | 43’ Fällman 54’ Đurđić 76’ Khalili |

| Arbitro: | Kaspar Sjöberg |

|                                  |           |  |
| Tanković 30’ (rig.) Tanković 38’ | Marcatori |  |

| Arbitro: | Kristoffer Karlsson |

|                                                            |           |  |
| Andersen 3’ Kjartansson 12’ Đurđić 29’ Tanković 59’ (rig.) | Marcatori |  |

| Göteborg 20 maggio 2019, ore 19:00 10ª giornata | IFK Göteborg   | 0 – 0 referto | Hammarby | Gamla Ullevi\| Arbitro: \| Andreas Ekberg \| |
| Arbitro:                                        | Andreas Ekberg |               |          |                                              |

| Arbitro: | Bojan Pandžić |

|                             |           |                       |
| Kjartansson 2’ Tanković 72’ | Marcatori | 16’ Nyman 33’ Larsson |

| Arbitro: | Glenn Nyberg |

|                         |           |  |
| Larsson 17’ Larsson 19’ | Marcatori |  |

| Arbitro: | Glenn Nyberg |

|                             |           |  |
| Mohammed 42’ Jeremejeff 81’ | Marcatori |  |

| Arbitro: | Bojan Pandžić |

|                                                                                          |           |                      |
| Kačaniklić 8’ Kjartansson 13’ Đurđić 18’ Kačaniklić 56’ Kačaniklić 57’ Đurđić 73’ (rig.) | Marcatori | 78’ Joza 88’ Östlind |

| Arbitro: | Mohammed Al-Hakim |

|                               |           |                                            |
| Moros Gracia 33’ Eriksson 59’ | Marcatori | 30’ Bojanić 41’ Tanković 90+2’ Kjartansson |

#### Girone di ritorno
| Arbitro: | Andreas Ekberg |

|                                                                          |           |                          |
| Khalili 18’ Gregersen 28’ (aut.) Khalili 31’ Tanković 39’ Kačaniklić 63’ | Marcatori | 45+1’ Frick 47’ Karlsson |

| Arbitro: | Mohammed Al-Hakim |

|            |           |                                                                          |
| Kozica 12’ | Marcatori | 18’ Đurđić 23’ Kačaniklić 33’ Đurđić 50’ Khalili 54’ Tanković 67’ Đurđić |

| Arbitro: | Victor Wolf |

|                                 |           |                          |
| Fröling 79’ (rig.) Löfkvist 84’ | Marcatori | 41’ Solheim 64’ Tanković |

| Arbitro: | Kristoffer Karlsson |

|                             |           |              |
| Kačaniklić 22’ Tanković 38’ | Marcatori | 83’ Farnerud |

| Arbitro: | Kaspar Sjöberg |

|                                                  |           |  |
| Kačaniklić 15’ Tanković 35’ Ciércoles 84’ (aut.) | Marcatori |  |

| Arbitro: | Andreas Ekberg |

|  |           |                           |
|  | Marcatori | 11’ Bojanić 45+1’ Bojanić |

| Arbitro: | Glenn Nyberg |

|                                    |           |  |
| Dagerstål 45+3’ Hakšabanović 90+5’ | Marcatori |  |

| Arbitro: | Kristoffer Karlsson |

|                                                                    |           |                                   |
| Rodić 2’ Bojanić 7’ Khalili 13’ Magyar 55’ Fenger 61’ Tanković 85’ | Marcatori | 19’ Kharaishvili 57’ Kharaishvili |

| Arbitro: | Kristoffer Karlsson |

|                     |           |          |
| Rodić 30’ Rodić 56’ | Marcatori | 68’ Mets |

| Arbitro: | Magnus Lindgren |

|               |           |                                                  |
| Andersson 85’ | Marcatori | 53’ Martinsson Ngouali 68’ Andersen 74’ Tanković |

| Arbitro: | Martin Strömbergsson |

|                                                        |           |             |
| Rodić 39’ Đurđić 58’ Rodić 63’ Rodić 81’ Solheim 90+4’ | Marcatori | 11’ Prodell |

| Arbitro: | Kristoffer Karlsson |

|                |           |                           |
| Buya Turay 74’ | Marcatori | 53’ Đurđić 56’ Kačaniklić |

| Arbitro: | Glenn Nyberg |

|                           |           |  |
| Kačaniklić 15’ Magyar 88’ | Marcatori |  |

| Arbitro: | Martin Strömbergsson |

|           |           |                        |
| Kroon 84’ | Marcatori | 50’ Khalili 72’ Đurđić |

| Arbitro: | Mohammed Al-Hakim |

|                                                             |           |             |
| Kačaniklić 35’ Đurđić 66’ Lindgren 70’ (aut.) Solheim 90+5’ | Marcatori | 51’ Nilsson |

### Svenska Cupen 2018-2019

#### Gruppo 4
| Arbitro: | Magnus Lindgren |

|                                      |           |  |
| Đurđić 7’ Svendsen 57’ Solheim 90+4’ | Marcatori |  |

| Arbitro: | Per Melin |

|           |           |             |
| Egger 21’ | Marcatori | 37’ Khalili |

| Arbitro: | Victor Wolf |

|                                    |           |             |
| Andersen 30’ Fenger 37’ Fenger 86’ | Marcatori | 6’ Tranberg |

#### Fase finale
| Arbitro: | Glenn Nyberg |

|                                           |                      |                                 |
| Walker Danielson Ulvestad Karlström Witry | Tiri di rigore 4 – 2 | Andersen Fenger Đurđić Tanković |

### Svenska Cupen 2019-2020
| Arbitro: | Tess Olofsson |

|                     |           |                                       |
| Olausson 29’ (rig.) | Marcatori | 9’ Đurđić 12’ Tanković 68’ Kačaniklić |